# TONE m17
TONE m17（トーン エム17）は、富士通コネクテッドテクノロジーズ（現：FCNT）によって開発された、トーンモバイルの第3.9世代移動通信システム、第4世代移動通信システム対応スマートフォンである）。

## 概要
TONE m17はarrows M04の兄弟機種にあたり、M04と同様に防水性能やワンセグ・おサイフケータイなどの機能を備えていて、ディスプレイは5インチHDの液晶。SoCはSnapdragon 410のMSM8994を搭載し、2GBのRAMと16GBのeMMCを搭載している。。
外観上の差異としては、arrows M04において（一部のMVNO向け限定色モデルを除き）背面中央に富士通の『インフィニティマーク』（∞）が表示されているのに対し本機種では『TONE』ロゴマークに置き換えられている他、下部の型番表示も『arrows』ロゴが削除され、『M04』の部分が『TONE m17』に変更されている。カラーバリエーションは（既存のトーンモバイル機種同様に）Whiteのみ。
機能面では、「置くだけサポート」という機能で付属の箱に端末本体を置くだけで問題を解決することができる（例えばバッテリー容量の急速な減少が発生した場合、『バッテリー自体の不具合』か『外部アプリの影響』かを判別する）。また12歳以下の子供が利用者の場合、事前に保護者側で設定等を行うことにより、利用者が特定のエリア内に入った時点で自動的に端末ロックが発動し、事前に設定された緊急連絡先に発信しかつ保護者側からの操作が行われない限り端末ロックが解除不能となる機能が追加されている。